# 2022–2023-as spanyol labdarúgó-bajnokság (első osztály)
A 2022–2023-as La Liga a 92. alkalommal megrendezett, legmagasabb szintű labdarúgó-bajnokság Spanyolországban. A pontvadászat 2022. augusztus 12-én kezdődött és 2023. június 4-én ért véget.
A címvédő a Real Madrid volt. A bajnoki trófeát a Barcelona csapata nyerte meg, a bajnokság történetében 27. alkalommal.

## Csapatváltozások
| Feljutott az első osztályba    | Kiesett a másodosztályba |
| ------------------------------ | ------------------------ |
| Almería Real Valladolid Girona | Granada Levante Alavés   |

## Részt vevő csapatok
| Csapat          | Székhely      | Stadion                | Befogadóképesség1 |
| --------------- | ------------- | ---------------------- | ----------------- |
| Almería         | Almería       | Power Horse Stadion    | 15 000            |
| Athletic Bilbao | Bilbao        | San Mamés              | 53 289            |
| Atlético Madrid | Madrid        | Cívitas Metropolitano  | 68 456            |
| Barcelona       | Barcelona     | Camp Nou               | 99 354            |
| Cádiz           | Cádiz         | Nuevo Mirandilla       | 20 724            |
| Celta Vigo      | Vigo          | Abanca-Balaídos        | 29 000            |
| Elche           | Elche         | Martínez Valero        | 33 732            |
| Espanyol        | Barcelona     | RCDE Stadion           | 40 000            |
| Getafe          | Getafe        | Coliseum Alfonso Pérez | 17 393            |
| Girona          | Girona        | Estadi Montilivi       | 11 810            |
| Mallorca        | Palma         | Visit Mallorca Stadion | 24 262            |
| Osasuna         | Pamplona      | El Sadar               | 23 576            |
| Rayo Vallecano  | Madrid        | Vallecas               | 14 708            |
| Real Betis      | Sevilla       | Benito Villamarín      | 60 721            |
| Real Madrid     | Madrid        | Santiago Bernabéu      | 81 044            |
| Real Sociedad   | San Sebastián | Reale Arena            | 39 500            |
| Sevilla         | Sevilla       | Ramón Sánchez Pizjuán  | 43 883            |
| Valencia        | Valencia      | Mestalla               | 55 000            |
| Valladolid      | Valladolid    | José Zorilla           | 28 012            |
| Villarreal      | Villarreal    | Estadio de la Cerámica | 24 890            |

### Személyek és támogatók
| Csapat          | Vezetőedző            | Csapatkapitány          | Mezgyártó   | Mezszopnzor                                                                |         |      |                 |         |                                                     |
| --------------- | --------------------- | ----------------------- | ----------- | -------------------------------------------------------------------------- | ------- | ---- | --------------- | ------- | --------------------------------------------------- |
| Csapat          | Vezetőedző            | Csapatkapitány          | Mezgyártó   | Mezszopnzor                                                                | Almería | Rubi | César de la Hoz | Castore | Khaled Juffali Company, Power Horse, Durrat Alarous |
| Athletic Bilbao | Ernesto Valverde      | Iker Muniain            | New Balance | Kutxabank                                                                  |         |      |                 |         |                                                     |
| Atlético Madrid | Diego Simeone         | Koke                    | Nike        | WhaleFin, Ria Money Transfer, Hyundai                                      |         |      |                 |         |                                                     |
| Barcelona       | Xavi                  | Sergio Busquets         | Nike        | Spotify, UNHCR                                                             |         |      |                 |         |                                                     |
| Cádiz           | Sergio                | José Mari               | Macron      | Humanox                                                                    |         |      |                 |         |                                                     |
| Celta Vigo      | Eduardo Coudet        | Hugo Mallo              | Adidas      | Estrella Galicia 0,0, Abanca, AIX Investment Group, Grupo Recalvi          |         |      |                 |         |                                                     |
| Elche           | Francisco             | Gonzalo Verdú           | Nike        | TM Real Estate Group, Sfidante                                             |         |      |                 |         |                                                     |
| Espanyol        | Diego Martínez        | Raúl de Tomás           | Kelme       | Riviera Maya, Digi Communications, Reale Seguros, Crypto SNACK             |         |      |                 |         |                                                     |
| Getafe          | Quique Sánchez Flores | Djené                   | Joma        | Tecnocasa Group                                                            |         |      |                 |         |                                                     |
| Girona          | Míchel                | Cristhian Stuani        | Puma        | Gosbi, Costa Brava                                                         |         |      |                 |         |                                                     |
| Mallorca        | Javier Aguirre        | Iñigo Ruiz de Galarreta | Nike        | αGEL, Alua Hotels & Resorts, Juaneda, OK Mobility, Air Europa, Specialized |         |      |                 |         |                                                     |
| Osasuna         | Jagoba Arrasate       | Roberto Torres          | Adidas      | Verleal, Clínica Universidad de Navarra                                    |         |      |                 |         |                                                     |
| Rayo Vallecano  | Andoni Iraola         | Óscar Trejo             | Umbro       | Digi Communications                                                        |         |      |                 |         |                                                     |
| Real Betis      | Manuel Pellegrini     | Joaquín                 | Hummel      | Finetwork, LegacyFX, Reale Seguros, MuchBetter                             |         |      |                 |         |                                                     |
| Real Madrid     | Carlo Ancelotti       | Karim Benzema           | Adidas      | Emirates                                                                   |         |      |                 |         |                                                     |
| Real Sociedad   | Imanol Alguacil       | Asier Illarramendi      | Macron      | Cazoo, Kutxabank, Reale Seguros, Finetwork                                 |         |      |                 |         |                                                     |
| Sevilla         | Julen Lopetegui       | Jesús Navas             | Castore     | Degiro, Valvoline                                                          |         |      |                 |         |                                                     |
| Valencia        | Gennaro Gattuso       | José Gayà               | Puma        | Cazoo, Sailun Tyres, Škoda                                                 |         |      |                 |         |                                                     |
| Valladolid      | Pacheta               | Jordi Masip             | Adidas      | Estrella Galicia 0,0, Herbalife Nutrition, INEXO                           |         |      |                 |         |                                                     |
| Villarreal      | Unai Emery            | Raúl Albiol             | Joma        | Pamesa Cerámica, Color Star Technology                                     |         |      |                 |         |                                                     |

### Vezetőedző váltások
| Csapat          | Távozó edző              | Ok                                   | Dátum             | Poz.      | Érkező edző                 | Dátum              |
| --------------- | ------------------------ | ------------------------------------ | ----------------- | --------- | --------------------------- | ------------------ |
| Espanyol        | Luis Blanco (ideiglenes) | Lejárt a megbízatása                 | 2022. május 13.   | Előszezon | Diego Martínez              | 2022. május 31.    |
| Valencia        | José Bordalás            | Elküldték                            | 2022. május 22.   | Előszezon | Gennaro Gattuso             | 2022. június 9.    |
| Athletic Bilbao | Marcelino                | Lemondott                            | 2022. május 24.   | Előszezon | Ernesto Valverde            | 2022. június 30.   |
| Elche           | Francisco                | Elküldték                            | 2022. október 4.  | 20.       | Alberto Gallego (megbízott) | 2022. október 7.   |
| Sevilla         | Julen Lopetegui          | Elküldték                            | 2022. október 5.  | 17.       | Jorge Sampaoli              | 2022. október 6.   |
| Elche           | Alberto Gallego          | Lejárt a megbízatása                 | 2022. október 12. | 20.       | Jorge Almirón               | 2022. október 12.  |
| Villarreal      | Unai Emery               | Az Aston Villa csapatához szerződött | 2022. október 24. | 7.        | Quique Setién               | 2022. október 25.  |
| Celta Vigo      | Eduardo Coudet           | Elküldték                            | 2022. november 2. | 16.       | Carlos Carvalhal            | 2022. november 2.  |
| Elche           | Jorge Almirón            | Elküldték                            | 2022. november 7. | 20.       | Pablo Machín                | 2022. november 17. |
| Valencia        | Gennaro Gattuso          | Közös megegyezés                     | 2023. január 31.  | 14.       | Voro (megbízott)            | 2023. január 31.   |
| Valencia        | Voro (megbízott)         | Lejárt a megbízatása                 | 2023. február 14. | 18.       | Rubén Baraja                | 2023. február 14.  |
| Elche           | Pablo Machín             | Elküldték                            | 2023. március 20. | 20.       | Sebastián Beccacece         | 2023. március 21.  |
| Sevilla         | Jorge Sampaoli           | Elküldték                            | 2023. március 21. | 14.       | José Luis Mendilibar        | 2023. március 21.  |
| Valladolid      | Pacheta                  | Elküldték                            | 2023. április 3.  | 15.       | Paulo Pezzolano             | 2023. április 4.   |
| Espanyol        | Diego Martínez           | Elküldték                            | 2023. április 3.  | 17.       | Luis García                 | 2023. április 3.   |
| Getafe          | Quique Sánchez Flores    | Elküldték                            | 2023. április 27. | 18.       | José Bordalás               | 2023. április 29.  |

## Tabella
| Hely. | Csapat          | M  | Gy | D  | V  | G+ | G– | Gk  | P  | Továbbjutás vagy kiesés            |
| ----- | --------------- | -- | -- | -- | -- | -- | -- | --- | -- | ---------------------------------- |
| 1.    | Barcelona (B)   | 38 | 28 | 4  | 6  | 70 | 20 | +50 | 88 | Bajnokok Ligája-csoportkör         |
| 2.    | Real MadridCV   | 38 | 24 | 6  | 8  | 75 | 36 | +39 | 78 | Bajnokok Ligája-csoportkör         |
| 3.    | Atlético Madrid | 38 | 23 | 8  | 7  | 70 | 33 | +37 | 77 | Bajnokok Ligája-csoportkör         |
| 4.    | Real Sociedad   | 38 | 21 | 8  | 9  | 51 | 35 | +16 | 71 | Bajnokok Ligája-csoportkör         |
| 5.    | Villarreal      | 38 | 19 | 7  | 12 | 59 | 40 | +19 | 64 | Európa-liga-csoportkör             |
| 6.    | Real Betis      | 38 | 17 | 9  | 12 | 46 | 41 | +5  | 60 | Európa Konferencia Liga, rájátszás |
| 7.    | Osasuna         | 38 | 15 | 8  | 15 | 37 | 42 | −5  | 53 |                                    |
| 8.    | Athletic Bilbao | 38 | 14 | 9  | 15 | 47 | 43 | +4  | 51 |                                    |
| 9.    | Mallorca        | 38 | 14 | 8  | 16 | 37 | 43 | −6  | 50 |                                    |
| 10.   | GironaÚ         | 38 | 13 | 10 | 15 | 58 | 55 | +3  | 49 |                                    |
| 11.   | Rayo Vallecano  | 38 | 13 | 10 | 15 | 45 | 53 | −8  | 49 |                                    |
| 12.   | Sevilla         | 38 | 13 | 10 | 15 | 47 | 54 | −7  | 49 |                                    |
| 13.   | Celta Vigo      | 38 | 11 | 10 | 17 | 43 | 53 | −10 | 43 |                                    |
| 14.   | Cádiz           | 38 | 10 | 12 | 16 | 30 | 53 | −23 | 42 |                                    |
| 15.   | Getafe          | 38 | 10 | 12 | 16 | 34 | 45 | −11 | 42 |                                    |
| 16.   | Valencia        | 38 | 11 | 9  | 18 | 42 | 45 | −3  | 42 |                                    |
| 17.   | AlmeríaÚ        | 38 | 11 | 8  | 19 | 49 | 65 | −16 | 41 |                                    |
| 18.   | ValladolidÚ (K) | 38 | 11 | 7  | 20 | 33 | 63 | −30 | 40 | Segunda División                   |
| 19.   | Espanyol (K)    | 38 | 8  | 13 | 17 | 52 | 69 | −17 | 37 | Segunda División                   |
| 20.   | Elche (K)       | 38 | 5  | 10 | 23 | 30 | 67 | −37 | 25 | Segunda División                   |

### Meccsek
| Hazai \ Vendég  | ALM | ATH | ATM | BAR | CAD | CEL | ELC | ESP | GET | GIR | MLL | OSA | RAY | BET | RMA | RSO | SEV | VAL | VLL | VIL |
| --------------- | --- | --- | --- | --- | --- | --- | --- | --- | --- | --- | --- | --- | --- | --- | --- | --- | --- | --- | --- | --- |
| Almería         | —   | 1–2 | 1–1 | 1–0 | 1–1 | 3–1 | 2–1 | 3–1 | 1–0 | 3–2 |     | 0–1 | 3–1 | 2–3 | 1–2 | 0–2 | 2–1 | 2–1 |     | 0–2 |
| Athletic Bilbao | 4–0 | —   | 0–1 | 0–1 | 4–1 |     |     | 0–1 | 0–0 | 2–3 | 0–0 | 0–0 | 3–2 | 0–1 | 0–2 | 2–0 | 0–1 | 1–0 | 3–0 | 1–0 |
| Atlético Madrid | 2–1 | 1–0 | —   | 0–1 | 5–1 | 4–1 |     | 1–1 | 1–1 | 2–1 | 3–1 |     | 1–1 | 1–0 | 1–2 |     | 6–1 | 3–0 | 3–0 | 0–2 |
| Barcelona       | 2–0 | 4–0 | 1–0 | —   | 2–0 | 1–0 | 3–0 |     | 1–0 | 0–0 |     | 1–0 | 0–0 | 4–0 | 2–1 |     | 3–0 | 1–0 | 4–0 | 3–0 |
| Cádiz           |     | 0–4 | 3–2 | 0–4 | —   |     | 1–1 | 2–2 | 2–2 | 2–0 | 2–0 | 0–1 | 1–0 | 0–0 | 0–2 | 0–1 | 0–2 | 2–1 |     | 0–0 |
| Celta Vigo      | 2–2 | 1–0 | 0–1 |     | 3–0 | —   | 1–0 | 2–2 | 1–1 |     | 0–1 | 1–2 | 3–0 | 1–0 | 1–4 | 1–2 |     |     | 3–0 | 1–1 |
| Elche           | 1–1 | 1–4 |     | 0–4 |     | 0–1 | —   | 0–1 | 0–1 | 1–2 | 1–1 | 1–1 | 4–0 | 2–3 | 0–3 | 0–1 |     | 0–2 | 1–1 | 3–1 |
| Espanyol        |     | 1–2 |     |     | 0–0 | 1–3 | 2–2 | —   | 1–0 | 2–2 | 2–1 | 1–1 | 0–2 | 1–0 | 1–3 | 2–3 | 2–3 | 2–2 | 1–0 | 0–1 |
| Getafe          | 1–2 | 2–2 | 0–3 | 0–0 | 0–0 | 1–0 |     | 1–2 | —   | 3–2 |     |     | 1–1 | 0–1 | 0–1 | 2–1 | 2–0 | 1–0 | 2–3 | 0–0 |
| Girona          | 6–2 | 2–1 | 0–1 | 0–1 | 1–1 | 0–1 | 2–0 | 2–1 | 3–1 | —   | 2–1 | 1–1 |     |     | 4–2 | 3–5 | 2–1 | 1–0 | 2–1 |     |
| Mallorca        | 1–0 | 1–1 | 1–0 | 0–1 |     | 1–0 | 0–1 | 1–1 | 3–1 | 1–1 | —   | 0–0 |     | 1–2 | 1–0 | 1–1 | 0–1 |     | 1–0 | 4–2 |
| Osasuna         |     |     | 0–1 | 1–2 | 2–0 | 0–0 | 2–1 | 1–0 | 0–2 |     | 1–0 | —   | 2–1 | 3–2 | 0–2 | 0–2 | 2–1 | 1–2 | 2–0 | 0–3 |
| Rayo Vallecano  | 2–0 | 0–0 | 1–2 | 2–1 | 5–1 | 0–0 | 2–1 |     | 0–0 | 2–2 | 0–2 | 2–1 | —   | 1–2 | 3–2 | 0–2 | 1–1 | 2–1 | 2–1 |     |
| Real Betis      | 3–1 |     | 1–2 | 1–2 | 0–2 | 3–4 | 3–0 | 3–1 |     | 2–1 | 1–0 | 1–0 |     | —   | 0–0 | 0–0 | 1–1 |     | 2–1 | 1–0 |
| Real Madrid     | 4–2 |     | 1–1 | 3–1 | 2–1 | 2–0 | 4–0 | 3–1 |     | 1–1 | 4–1 | 1–1 |     | 2–1 | —   | 0–0 | 3–1 | 2–0 | 6–0 | 2–3 |
| Real Sociedad   |     | 3–1 | 1–1 | 1–4 | 0–0 | 1–1 | 2–0 | 2–1 | 2–0 |     | 1–0 |     | 2–1 | 0–2 | 2–0 | —   |     | 1–1 | 0–1 | 1–0 |
| Sevilla         | 2–1 | 1–1 | 0–2 | 0–3 | 1–0 | 2–2 | 3–0 | 3–2 | 2–1 | 0–2 | 2–0 | 2–3 | 0–1 |     |     | 1–2 | —   | 1–1 | 1–1 | 2–1 |
| Valencia        | 2–2 | 1–2 | 0–1 | 0–1 | 0–1 | 3–0 | 2–2 |     | 5–1 | 1–0 | 1–2 | 1–0 | 1–1 | 3–0 |     | 1–0 | 0–2 | —   | 2–1 | 1–1 |
| Valladolid      | 1–0 | 1–3 | 2–5 |     | 0–1 | 4–1 | 2–1 |     |     | 1–0 | 3–3 | 0–0 | 0–1 | 0–0 |     | 1–0 | 2–1 | 1–0 | —   | 0–3 |
| Villarreal      | 2–1 |     |     | 0–1 |     | 3–1 | 4–0 | 4–2 | 2–1 | 1–0 | 0–2 | 2–0 | 0–1 | 1–1 | 2–1 | 2–0 | 1–1 |     | 1–2 | —   |

## Statisztika
2023. június 4-i állapot szerint.

### Góllövőlista
| #  | Játékos            | Klub            | Gólok |
| -- | ------------------ | --------------- | ----- |
| 1  | Robert Lewandowski | Barcelona       | 23    |
| 2  | Karim Benzema      | Real Madrid     | 19    |
| 3  | Joselu             | Espanyol        | 16    |
| 4  | Borja Iglesias     | Real Betis      | 15    |
| 4  | Antoine Griezmann  | Atlético Madrid | 15    |
| 4  | Vedat Muriqi       | Mallorca        | 15    |
| 7  | Enes Ünal          | Getafe          | 14    |
| 8  | Álvaro Morata      | Atlético Madrid | 13    |
| 8  | Taty Castellanos   | Girona          | 13    |
| 10 | Iago Aspas         | Celta Vigo      | 12    |
| 10 | Nicolas Jackson    | Villarreal      | 12    |
| 10 | Alexander Sørloth  | Real Sociedad   | 12    |

### Gólpasszok
| # | Játékos            | Klub            | Gólpasszok |
| - | ------------------ | --------------- | ---------- |
| 1 | Antoine Griezmann  | Atlético Madrid | 16         |
| 2 | Mikel Merino       | Real Sociedad   | 9          |
| 2 | Vinícius Júnior    | Real Madrid     | 9          |
| 4 | Rodrygo            | Real Madrid     | 8          |
| 5 | Raphinha           | Barcelona       | 7          |
| 5 | Robert Lewandowski | Barcelona       | 7          |
| 5 | Ousmane Dembélé    | Barcelona       | 7          |
| 5 | Lucas Robertone    | Almería         | 7          |
| 5 | Brian Oliván       | Espanyol        | 7          |
| 5 | Rodrigo De Paul    | Atlético Madrid | 7          |

### Kapott gól nélküli mérkőzések
| Helyezés | Játékos                     | Csapat          | Mérkőzések száma |
| -------- | --------------------------- | --------------- | ---------------- |
| 1        | Marc-André ter Stegen       | Barcelona       | 26               |
| 2        | Álex Remiro                 | Real Sociedad   | 15               |
| 3        | David Soria                 | Getafe          | 13               |
| 4        | Jan Oblak                   | Atlético Madrid | 12               |
| 4        | Jeremías Ledesma            | Cádiz           | 12               |
| 4        | Predrag Rajković            | Mallorca        | 12               |
| 7        | Thibaut Courtois            | Real Madrid     | 10               |
| 8        | Unai Simón                  | Athletic Bilbao | 9                |
| 8        | Sztole Dimitrievszki        | Rayo Vallecano  | 9                |
| 8        | Rui Silva                   | Real Betis      | 9                |
| 11       | Gerónimo Rulli              | Villarreal      | 7                |
| 11       | Giorgi Mamardashvili        | Valencia        | 7                |
| 13       | Agustín Marchesín           | Celta Vigo      | 6                |
| 13       | Marko Dmitrović             | Sevilla         | 6                |
| 15       | Bono                        | Sevilla         | 5                |
| 15       | Pepe Reina                  | Villarreal      | 5                |
| 15       | Fernando Martínez           | Almería         | 5                |
| 18       | Claudio Bravo               | Real Betis      | 4                |
| 18       | Iván Villar                 | Celta Vigo      | 4                |
| 18       | Paulo Gazzaniga             | Girona          | 4                |
| 18       | Edgar Badia                 | Elche           | 4                |
| 22       | Andrij Olekszijovics Lunyin | Real Madrid     | 3                |
| 22       | Julen Agirrezabala          | Athletic Bilbao | 3                |
| 22       | Sergio Herrera              | Osasuna         | 3                |
| 22       | Ivo Grbić                   | Atlético Madrid | 3                |
| 22       | Fernando Pacheco            | Espanyol        | 3                |
| 27       | Álvaro Fernández            | Espanyol        | 2                |
| 28       | Benjamin Lecomte            | Espanyol        | 1                |
| 28       | Álvaro Aceves               | Valladolid      | 1                |
| 28       | Sergio Asenjo               | Valladolid      | 1                |
| 28       | Leo Román                   | RCD Mallorca    | 1                |
| 28       | David Gil                   | Cádiz           | 1                |

### Mesterhármast elérő játékosok
| Játékos           | Csapat          | Ellenfél        | Végeredmény | Dátum             |
| ----------------- | --------------- | --------------- | ----------- | ----------------- |
| Oihan Sancet      | Athletic Bilbao | Cádiz           | 4–1 (H)     | 2023. február 3.  |
| Pere Milla        | Elche           | Villarreal      | 3–1 (H)     | 2023. február 4.  |
| Karim Benzema     | Real Madrid     | Real Valladolid | 6–0 (H)     | 2023. április 2.  |
| Taty Castellanos4 | Girona          | Real Madrid     | 4–2 (H)     | 2023. április 25. |
| Karim Benzema     | Real Madrid     | Almería         | 4–2 (H)     | 2023. április 29. |
| Lázaro            | Almería         | Mallorca        | 3–0 (H)     | 2023. május 20.   |

4 A játékos 4 gólt szerzett
- H = hazai pályán; I = idegenben

## Hónap játékosa díj a La Ligában (LFP Awards – Monthly)
| Hónap      | Hónap játékosa     | Hónap játékosa  | Jegyzet |
| Hónap      | Játékos            | Klub            | Jegyzet |
| ---------- | ------------------ | --------------- | ------- |
| Augusztus  | Borja Iglesias     | Real Betis      | [ 26 ]  |
| Szeptember | Federico Valverde  | Real Madrid     | [ 27 ]  |
| Október    | Robert Lewandowski | Barcelona       | [ 28 ]  |
| Január     | Alexander Sørloth  | Real Sociedad   | [ 29 ]  |
| Február    | Gabri Veiga        | Celta Vigo      | [ 30 ]  |
| Március    | Antoine Griezmann  | Atlético Madrid | [ 31 ]  |
| Április    | Júszef el-Neszjrí  | Sevilla         | [ 32 ]  |
| Május      | Nicolas Jackson    | Villarreal      | [ 33 ]  |